# Fabrice Soulier
Pour les articles homonymes, voir Soulier (homonymie).
Fabrice « FabSoul » Soulier, né le 23 avril 1969 à Avignon, est un joueur de poker professionnel français. Il a également été réalisateur pour la télévision.

## Biographie
Originaire du sud de la France, Fabrice découvre le poker en Corse, avec ses amis d'enfance Jules Pochy et David Poulenard, avec qui il fondera plus tard, en 2006 le site d'information sur le poker Made In Poker (site qui fermera en janvier 2015).
En 1998, il monte à Paris et devient le réalisateur des émissions télévisées Farce Attaque avec Laurent Baffie et, en 1999, de la série Un gars, une fille.
De 2000 à 2003, il fait quelques résultats dans des tournois de poker à Paris, avant de partir vivre à Las Vegas pour devenir joueur professionnel.
En 2006, il est suivi par le réalisateur Hervé Martin Delpierre, qui prépare un documentaire sur la vie des joueurs de poker à Las Vegas. Ce film, intitulé That's Poker, dans la peau d'un joueur sort l'année d'après et s'intéresse à quatre joueurs : Isabelle Mercier, Luca Pagano (en), Joe Hachem et Fabrice Soulier,.
En 2007, Fabrice est sponsorisé par la salle de poker en ligne Chilipoker, jusqu'à la fin de Chilipoker, lorsque l'ARJEL retire son agrément de poker en ligne à la société en 2012.
En 2008, Fabrice et Bertrand « Elky » Grospellier sont les deux « professeurs de poker » de l'émission de téléréalité NRJ Pokerstars présentée par Clara Morgane. C'est lors de cette émission qu'il rencontre Claire Renaut, qui deviendra sa femme, avec qui il aura une fille en 2014.
En avril 2018, il fait la couverture du magazine Live Poker.

## Carrière poker
Ses premiers résultats à 5 chiffres remontent à 2001, lorsqu'il remporte le Euro Finals of Poker à Paris, et le Grand Prix de Paris
En 2005, il fait sa première table finale aux WSOP à Las Vegas pour un gain de 103.260 USD
En 2006, il fait une autre table finale aux WPT de San José pour 240.000 USD de gain
En 2009, il réussit l'exploit, et le record français, d'entrer sept fois dans l'argent au WSOP (dont une 49e place dans le Main Event). Il raconte avoir pleuré lorsque, après 7 jours de tournois, il se retrouve éliminé, à la suite de la perte d'un gros coup en bad beat, où il était favori avec paire de rois contre paire de 4 préflop, mais un 4 au flop apporta un brelan à son adversaire.
En 2011, il remporte un bracelet de champion de monde un nouvel exploit aux WSOP 2011 dans l'épreuve #37 du 10k$ HORSE Championship, et il devient le huitième français de l'histoire (le troisième des WSOP 2011) à remporter un bracelet, .
En 2016, il finit 2e du tournoi mixte Omaha hi-lo / Stud hi-lo à 2 500 $ des WSOP.

## Résultats
En 2018, Fabrice Soulier cumule plus de 6,3 millions de dollars de gains en tournois.
| Année | Tournoi                                        | Position | Gain (USD) |
| ----- | ---------------------------------------------- | -------- | ---------- |
| 2001  | Grand Prix de Paris NLH                        | 1re      | 57000      |
| 2005  | WSOP No Limit Hold’em 2.000 USD                | 7e       | 103260     |
| 2006  | WPT San Jose Bay 10.000 USD                    | 5e       | 240000     |
| 2006  | WSOP No Limit Hold'em 1.000 USD                | 4e       | 50050      |
| 2007  | WSOP No Limit Hold'em 1.500 USD                | 7e       | 65000      |
| 2008  | Marrakech Poker Open Main Event 50.000 USD     | 1re      | 135498     |
| 2009  | WSOP HORSE 1.500 USD                           | 7e       | 32000      |
| 2009  | WSOP Main Event 10.000 USD                     | 49e      | 138568     |
| 2009  | EPT Londres Pot Limit Omaha 1.000 £            | 1re      | 37252      |
| 2009  | WPT Five Diamond Pot Limit Omaha 1.500 USD     | 1re      | 110652     |
| 2010  | EPT Grand Finale Monte Carlo 2.000€            | 1re      | 129134     |
| 2010  | WSOP PLO Championship 10.000 USD               | 32e      | 19839      |
| 2010  | PPT Cannes Main Event 8.500 €                  | 3e       | 701320     |
| 2011  | WSOP Event #37 HORSE Championship 10.000 USD   | 1re      | 609130     |
| 2011  | Epic Poker League Event 2 Las Vegas 20.000 USD | 3e       | 299160     |
| 2012  | EPT Campione Main Event 5.300 €                | 3e       | 318353     |
| 2013  | WSOP Europe Main Event 10.450 €                | 2e       | 824513     |
| 2014  | EPT - Vienne High Roller 10.300 USD            | 1re      | 542342     |
| 2015  | Deep Stack Extravaganza III, LV #64 1.100 USD  | 4e       | 117394     |
| 2016  | WSOP Event #36 Mixed 2.500 USD                 | 2e       | 131762     |
| 2017  | WSOP Event #9 Omaha Hi/Lo 10.000 USD           | 4e       | 118840     |